# Yrjö Reenpää
Yrjö Reenpää, till 1935 Yrjö Renqvist, född 18 juli 1894 i Helsingfors, död 18 december 1976 i Helsingfors, var en finländsk läkare och forskare i fysiologi.
Reenpää blev medicine och kirurgie doktor 1921, och var 1927-1962 professor i fysiologi vid Helsingfors universitet. Hans verksamhet låg framför allt inom sinnesfysiologi, framför allt med avsikten av klarlägga sinnesförnimmelsernas filosofiska grundvalar. Han efterträddes på professuren i fysiologi av Matti Bergström.
Yrjö Reenpää var son till Alvar Renqvist och bror till bland andra förläggaren Kari Reenpää.